# Steyr-Saurer 4 SH-O
Der Steyr-Saurer 4 SH-O war eine ab 1962 von Steyr-Daimler-Puch und den Österreichischen Saurerwerken gemeinsam hergestellte Überland-Bustypenfamilie mit selbsttragender Karosserie und Heckmotor. Der Markenname war Steyr-Saurer.

## Geschichte
1959 übernahm Steyr die Aktienmehrheit an den Österreichischen Saurerwerken. Ab 1962 wurde der gemeinsam entwickelte Steyr-Saurer 4 SH-O (beziehungsweise Steyr 580a) gefertigt, von dem zwischen 1964 und 1971 rund 180 Stück an die Österreichische Post sowie weitere Exemplare an die ÖBB gingen. Es war der erste Steyr-Bustyp mit selbsttragender Karosserie.
Der 4 SH-O brauchte zwar den Vergleich mit der zeitgenössischen Konkurrenz von Setra oder Büssing nicht zu scheuen, erwies sich dennoch als leidlich erfolgreich. Außer für Post und Bundesbahn konnten nur wenige Exemplare an andere Abnehmer geliefert werden.

## Technik
Das Fahrzeug hatte eine mit Blech beplankte selbsttragende Karosserie aus Stahlspanten und -rohren. Die Achsen waren an Blattfedern aufgehängt. Die Gestaltung der Karosserie lehnte sich an die Steyr-Lkw der Typen 580 und 680 an.
Der Typ 4 SH-O hatte einen 132 PS (97 kW) starken Sechszylinder-Dieselmotor des Typs Steyr WD 609, der als Heckmotor eingebaut war; Vorder- und Hinterachse stammten ebenfalls von Steyr. Die Kraftübertragung erfolgte vom Motor über eine hydraulisch betätigte Einscheibentrockenkupplung Typ G 38 K von Fichtel & Sachs sowie ein ZF Fünfganggetriebe Typ S 5-35 auf die als Banjoachse ausgeführte Hinterachse. Die Vorderachse war eine Faustachse mit rein mechanischer Gemmer-Schneckenrollenlenkung Typ ZF GD 63 oder auf Wunsch einer hydraulisch unterstützten ZF-Spindel-Hydrolenkung. Die Bremsanlage war eine druckluft-hydraulische Zweikreisbremsanlage. Dieser kleinste Typ der Serie bot in der Linienausführung 37 Sitz- und 15 Stehplätze und in der Reisebus-Ausführung 37 Sitzplätze außer dem Fahrersitz. Die Höchstgeschwindigkeit wird mit 95 km/h für den Reisebus und 86 km/h für den Linienbus angegeben, die Steigfähigkeit mit 37 Prozent. Der Verbrauch betrug rund 15 Liter auf 100 Kilometer.

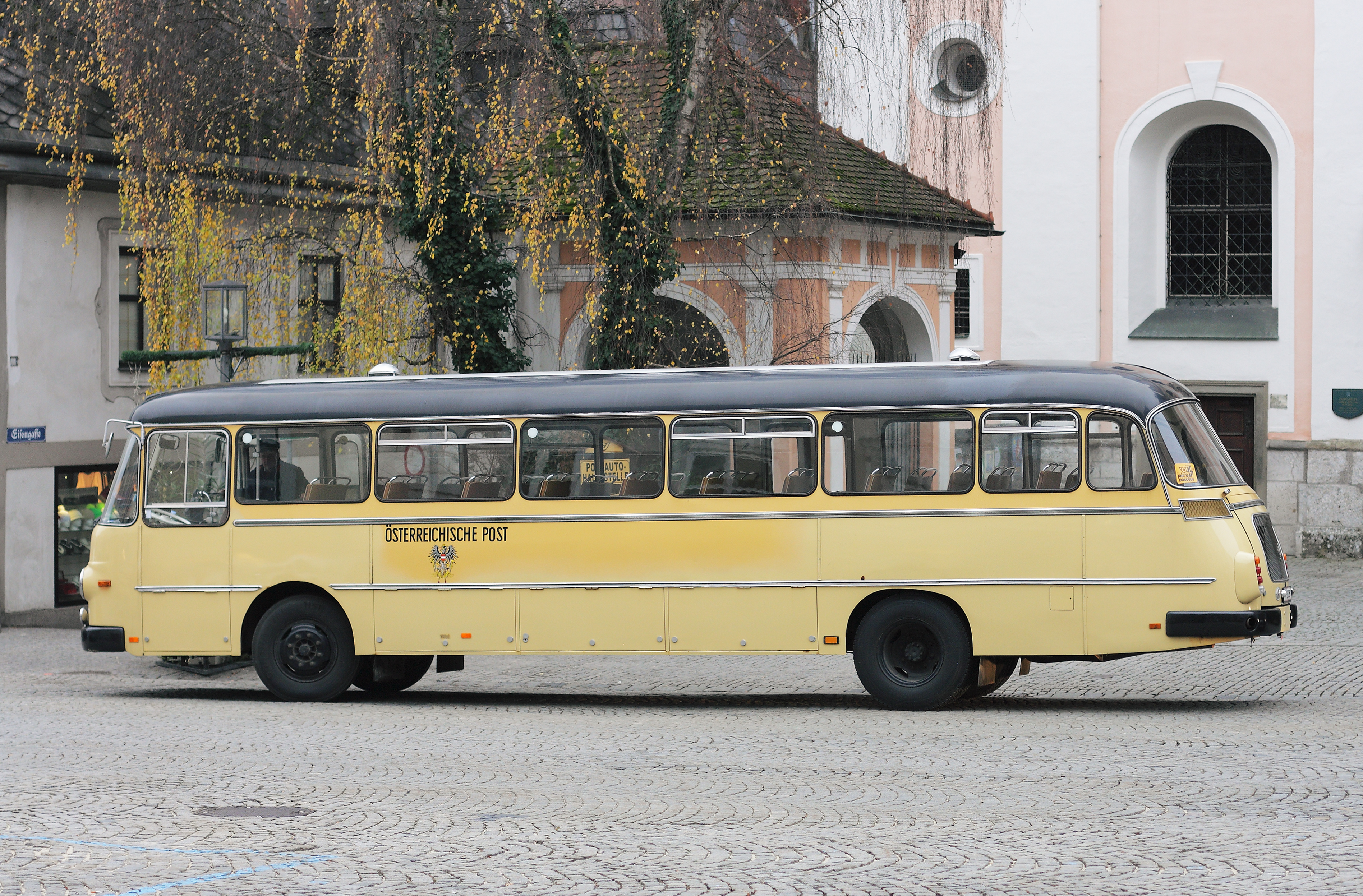
Seitenansicht 4 SHFN-OL

Der Typ 4 SHFN-OL war die verlängerte Version mit maximal 45 Sitz- und 21 Stehplätzen. Er war mit einem 200 PS (147 kW) starken Saurer-4-FN-Sechszylinder-Dieselmotor und einem Steyr-Achtganggetriebe ausgestattet, ansonsten glich er weitgehend dem kleineren Typ.
Der etwas kantiger gestaltete 5 GN2FU-OE war als Linienbus mit Unterflurmotor konstruiert und wurde von einem Saurer-2-FU-Dieselmotor angetrieben. Vorder- und Hinterachse stammten von Saurer, sie hatten ebenfalls Blattfedern. Die Kraft wurde über ein ZF-Sechsganggetriebe des Typs S6-55 übertragen, die Lenkung war eine ZF-Spindelhydraulik des Typs 7428. Die Bremsanlage ist als Druckluftbremse ausgeführt. Der 5 GN2FU-OE bot 49 Sitzplätze und 26 Stehplätze.